# La Horde sauvage (film, 1956)
Cet article concerne le film de Joseph Kane. Pour le film de Sam Peckinpah, voir La Horde sauvage (film, 1969).
Pour plus de détails, voir Fiche technique et Distribution.
La Horde sauvage (The Maverick Queen) est un film américain réalisé par Joseph Kane, sorti en 1956.

## Synopsis
Libéré après trois ans de prison, Jeff Younger semble vouloir rejoindre la horde sauvage menée par Butch Cassidy et Sundance Kid.

## Fiche technique
- Titre : La Horde sauvage
- Titre original : The Maverick Queen
- Réalisation : Joseph Kane
- Scénario : Kenneth Gamet et DeVallon Scott d'après le roman The Maverick Queen de Zane Grey
- Production : Joseph Kane
- Société de production et de distribution : Republic Pictures
- Musique : Victor Young
- Photographie : Jack A. Marta
- Montage : Richard L. Van Enger
- Direction artistique : Walter E. Keller
- Décorateur de plateau : Fay Babcock et John McCarthy Jr.
- Costumes : Olive Koenitz (non créditée), Ted Towey (non crédité) et Adele Palmer
- Pays d'origine : États-Unis
- Format : Couleur : Trucolor - 35 mm - 2,35:1 - Son : Mono (RCA Sound Recording)
- Genre : Western
- Durée : 90 minutes
- Dates de sortie : États-Unis : 3 mai 1956
- Affiche : Constantin Belinsky (France)

## Distribution
- Barbara Stanwyck : Kit Banion
- Barry Sullivan : Jeff Younger
- Scott Brady : Sundance
- Mary Murphy : Lucy Lee
- Wallace Ford : Jamie
- Howard Petrie : Butch Cassidy
- Jim Davis : Le vrai Jeff
- Emile Meyer : Malone
- Walter Sande : Shérif Wilson
- George Keymas : Muncie
- John Doucette : Loudmouth
- Taylor Holmes : Pete Callaher
- Pierre Watkin : McMillan